# Palazzo della Nazione (Bruxelles)
Il Palazzo della Nazione (in francese: Palais de la Nation, in olandese: Paleis der Natie) è un edificio neoclassico che ospita il Parlamento federale del Belgio. È sito in rue de la Loi, di fronte al Parco di Bruxelles.

## Storia

### Paesi Bassi austriaci
L'edificio originario, che fu poi chiamato Palazzo del Consiglio del Brabante fu costruito tra il 1778 e il 1783, ai tempi dei Paesi Bassi austriaci, sui progetti dell'architetto Barnabé Guimard.
A quel tempo aveva tre parti:
- una parte centrale, costituita da un edificio a forma di U intorno a un cortile principale (attualmente chiamato Place de la Nation), destinato a ospitare il Sovrano Consiglio del Brabante, che amministrava le province belghe sotto Carlo Alessandro di Lorena,[2][3] governatore dei Paesi Bassi austriaci;

- un'ala ovest (ala sinistra) per il Cancelliere;[2][3]

- un'ala est (ala destra) destinata alla Corte dei conti.[2][3]

Il frontone della parte centrale è decorato con un bassorilievo dello scultore Gilles-Lambert Godecharle che rappresenta la giustizia che punisce i vizi e ricompensa le Virtù.

### Regno Unito dei Paesi Bassi
Il corpo centrale dell'edificio fu trasformato nel 1816-1818 dall'architetto Charles Vander Straeten per ospitare gli Stati Generali stabiliti da Guglielmo I dei Paesi Bassi. L'emiciclo costruito in questa occasione nella parte posteriore bruciò nel 1820 e fu ricostruito nel 1821-1822 da Vander Straeten.

### Regno del Belgio

#### La Camera
Nel 1831, dopo l'indipendenza del Belgio, l'edificio, unito ai palazzi della Cancelleria e alla Corte dei conti, prese il nome di Palazzo della Nazione. La sala semicircolare costruita da Vander Straeten ha ospitato la Camera dei rappresentanti.
Nel 1883, la Camera fu devastata da un incendio e ci vollero tre anni, fino al 1886, a Henri Beyaert per ricostruire.

#### Il Senato

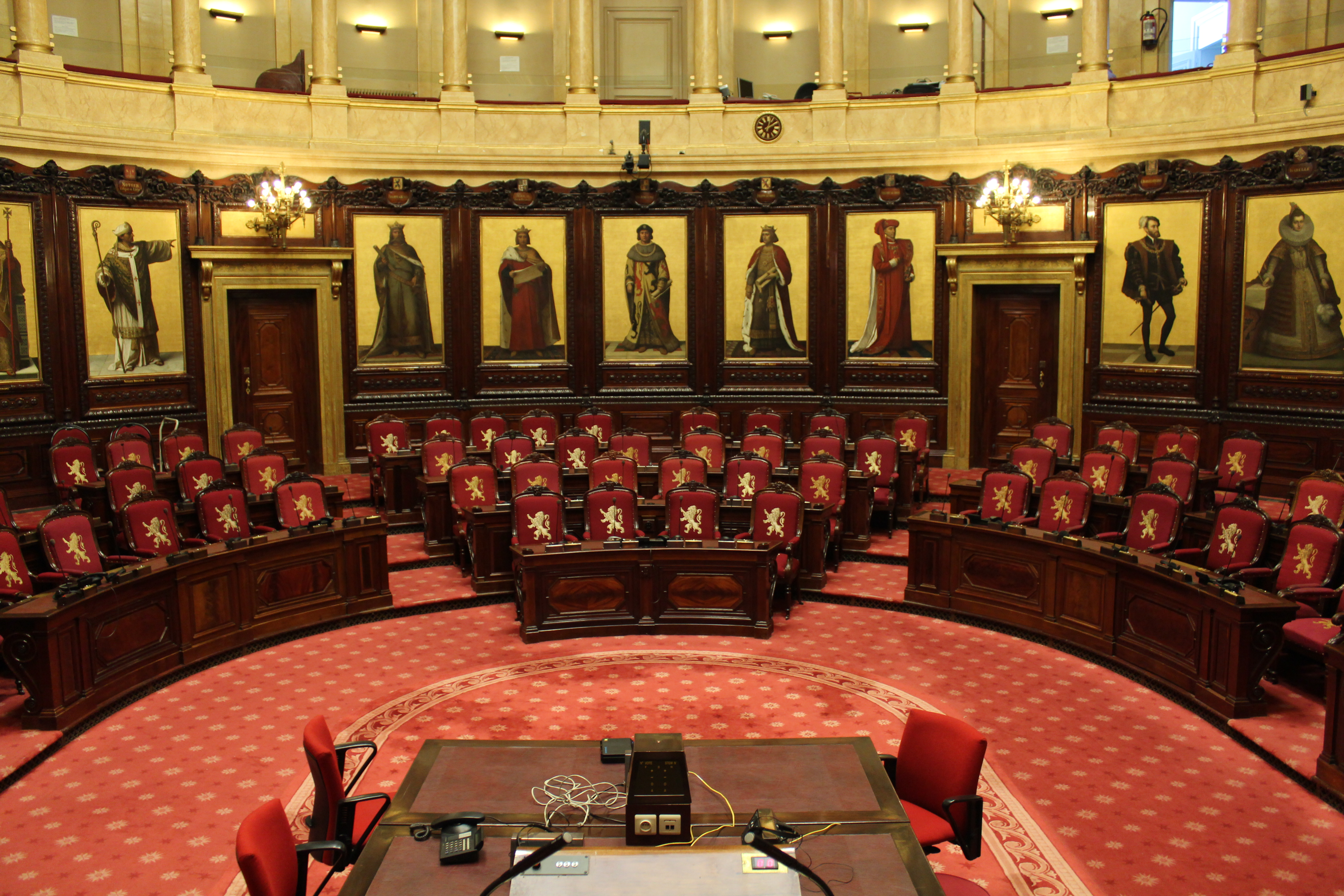
Emiciclo del Senato

Nel 1847-1849, un secondo semicerchio fu costruito dall'architetto Tilman-François Suys per ospitare il Senato.
Sarà ampliato nel 1903 da Gédéon Bordiau.